# 宮田和明
宮田 和明（みやた かずあき、1937年6月5日 - 2010年2月5日）は、日本の社会福祉学者。第5代日本福祉大学学長。

## 経歴
愛知県豊橋市出身。豊橋市立福岡小学校、豊橋市立南部中学校、愛知県立時習館高等学校を経て、1961年名古屋大学経済学部卒。1963年同大学院経済学研究科修士課程修了、1966年同博士課程単位取得満期退学。1998年「現代日本社会福祉政策論」で東洋大学より博士（社会福祉学）の学位を取得。名大経済学部助手、1969年日本福祉大学講師、1976年助教授、1983年教授、1991年社会福祉学部長、1993年副学長、2003－09年学長。名誉教授。

## 著書
- 『現代日本社会福祉政策論』ミネルヴァ書房 新社会福祉選書 1996

### 共編著
- 『社会福祉の人間的原理 現代福祉を哲学する』福田静夫共編 文理閣 PASS論文集 1990
- 『社会福祉実習』加藤幸雄,野口定久,柿本誠,小椋喜一郎,丹羽典彦共編 中央法規出版 1991
- 『社会福祉と主体形成 90年代の理論的課題』河合幸尾共編 法律文化社 現代の社会学・社会福祉シリーズ　1991
- 『転換の時代の社会福祉 日本の論点・イタリアの経験』福田静夫共編 文理閣 PASS論文集　1996
- 『在宅高齢者の終末期ケア 全国訪問看護ステーション調査に学ぶ』近藤克則,樋口京子共編著 中央法規出版 2004
- 『図説日本の社会福祉』真田是,加藤薗子,河合克義共編 法律文化社 2004
- 『現代の社会福祉入門』柿本誠,木戸利秋,小松理佐子,竹中哲夫,山口みほ共編著 みらい 2006
- 『エンサイクロペディア社会福祉学』仲村優一,一番ヶ瀬康子,右田紀久恵監修 岡本民夫,田端光美,濱野一郎,古川孝順共編 中央法規出版 2007
- 『社会福祉専門職論』加藤幸雄,牧野忠康,柿本誠, 小椋喜一郎共編 中央法規出版 2007

## 参考
- 『現代日本人名録』2002年
- 訃報